# Norman Bellingham
Norman Dean „Norm“ Bellingham (* 23. Dezember 1964 in Fairfax, Virginia) ist ein ehemaliger US-amerikanischer Kanute und Olympiasieger.

## Karriere
Norman Bellingham nahm an drei Olympischen Spielen teil. Seine erste Teilnahme erfolgte anlässlich der Olympischen Spiele 1984 in Los Angeles, bei denen er auf der 1000-Meter-Strecke im Vierer-Kajak antrat. Nach einem letzten Platz im Vorlauf und einem vorletzten Platz im Hoffnungslauf schieden die US-Amerikaner vorzeitig aus. 1988 ging Bellingham in Seoul im Zweier-Kajak mit Gregory Barton an den Start. Über 1000 Meter erreichten sie den Endlauf und wurden nach 3:32,42 Minuten Olympiasieger. Sie setzten sich mit 0,3 Sekunden Vorsprung vor den Neuseeländern Ian Ferguson und Paul MacDonald durch.
Bei den Olympischen Spielen 1992 in Barcelona gewann Bellingham im Einer-Kajak auf der 500-Meter-Distanz nach einem zweiten Platz im Vorlauf seinen Halbfinallauf und zog ins Finale ein. Nach 1:40,84 Minuten überquerte er 13 Hundertstelsekunden hinter Knut Holmann aus Norwegen als Vierter die Ziellinie. Im Zweier-Kajak trat er erneut mit Gregory Barton auf der 1000-Meter-Strecke an und qualifizierte sich letztlich erneut für den Endlauf. Sie beendeten das Finale in 3:19,26 Minuten mit einem Rückstand von 0,4 Sekunden auf die drittplatzierten Polen Grzegorz Kotowicz und Dariusz Białkowski auf dem vierten Platz, womit Bellingham erneut knapp einen Medaillengewinn verpasste.
Bellingham sicherte sich bei den Panamerikanischen Spielen 1987 in Indianapolis im Einer-Kajak über 500 Meter und mit Gregory Barton im Zweier-Kajak über 1000 Meter jeweils den Gewinn der Goldmedaille.
1993 schloss Bellingham ein Studium der Wirtschaftswissenschaften an der Harvard University mit einem Bachelor ab und erwarb dort 1998 außerdem einen Master of Business Administration. Im Anschluss begann er für Turner Broadcasting System in Atlanta zu arbeiten und stieg bis zum Senior Vice President auf. Er blieb bis 2002. Parallel war er ab 1993 in verschiedenen Ämtern für das United States Olympic Committee tätig. Von 2006 bis 2011 war er dessen Chief Operating Officer.